# Daniel Kimoni
Daniel Kimoni (Luik, 18 augustus 1971) is een voormalig Belgisch voetballer. Kimoni was een verdediger en hing in 2006 de schoenen aan de haak. Hij is de broer van Serge Kimoni en Donatien Kimoni.

## Carrière
| seizoen | club             | land       | competitie              | wed. | goals |
| ------- | ---------------- | ---------- | ----------------------- | ---- | ----- |
| 1991/92 | Royal Tilleur FC | België     | Jupiler League          | 0    | 0     |
| 1992/93 | Royal Tilleur FC | België     | Jupiler League          | 0    | 0     |
| 1993/94 | Standard Luik    | België     | Jupiler League          | 1    | 0     |
| 1994/95 | Standard Luik    | België     | Jupiler League          | 12   | 0     |
| 1995/96 | Standard Luik    | België     | Jupiler League          | 21   | 0     |
| 1996/97 | RC Genk          | België     | Eerste klasse           | 33   | 1     |
| 1997/98 | RC Genk          | België     | Jupiler League          | 31   | 1     |
| 1998/99 | RC Genk          | België     | Jupiler League          | 31   | 0     |
| 1999/00 | RC Genk          | België     | Jupiler League          | 28   | 0     |
| 2000/01 | Standard Luik    | België     | Jupiler League          | 1    | 0     |
| 2001/02 | Grazer AK        | Oostenrijk | Bundesliga (Oostenrijk) | 3    | 0     |
| 2002/03 | FC Augsburg      | Duitsland  | Regionalliga Süd        | 3    | 0     |
| 2002/03 | CS Visé          | België     | Tweede klasse           | 2    | 0     |
| 2003/04 | CS Visé          | België     | Tweede klasse           | 24   | 0     |
| 2005/06 | SV Zulte Waregem | België     | Derde klasse            | 19   | 0     |

## Rode Duivels
Kimoni kwam 3 keer uit voor de Rode Duivels. Hij debuteerde op 3 februari 1999 tegen Cyprus.

## Palmares
- 1999: landskampioen met RC Genk
- 2000: bekerwinnaar met RC Genk
- 2002: Oostenrijkse voetbalbeker
- 2002: Oostenrijkse Supercup

## Familie
Daniel heeft 2 broers die eveneens in eerste klasse hebben gespeeld: Serge-Didier en Donatien.